# Réserve naturelle nationale de Chastreix-Sancy
Cet article concerne la réserve naturelle. Pour la station de sports d'hiver, voir Chastreix-Sancy.
Pour les articles homonymes, voir Chastreix et Sancy.
La réserve naturelle nationale de Chastreix-Sancy (RNN165) est une réserve naturelle nationale créée le 13 juillet 2007 par le décret ministériel no 2007-1091. Elle s'étend sur 1 894,5 ha (18,95 km2) au sein des monts Dore, sur le territoire du parc naturel régional des Volcans d'Auvergne.
Gérée par le syndicat mixte du Parc, elle a pour but la protection d'un patrimoine naturel de grande qualité : de nombreux milieux naturels bien conservés, une flore exceptionnelle, une faune remarquable, une géologie d'exception et des paysages grandioses. Elle recouvre pour partie les territoires de cinq communes : Besse-et-Saint-Anastaise, Chambon-sur-Lac, Chastreix, Mont-Dore et Picherande.
Cette réserve naturelle est également marquée par de nombreuses activités anthropiques qui doivent être conciliées avec la protection du patrimoine naturel. Terre d'estives et de pâturages, elle est le terrain d'accueil d'un pastoralisme ancré dans son histoire. Entourée par trois stations de ski (Chastreix-Sancy, Le Mont-Dore et Super-Besse) elle est aussi très convoitée par les pratiquants d'activités de pleine nature. La description de la réserve peut être consultée dans le deuxième plan de gestion 2022-2031.

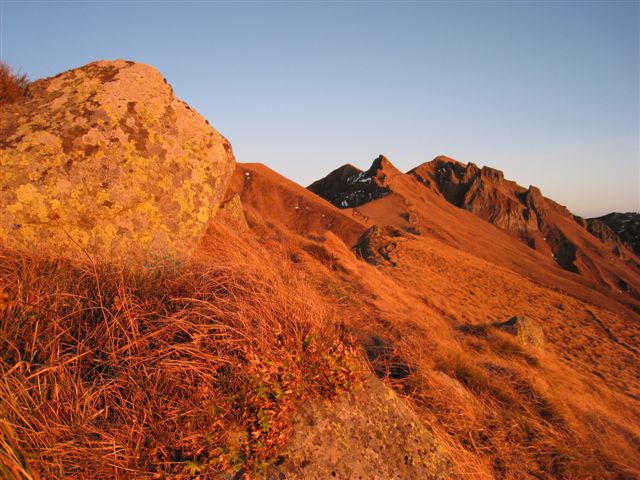
Couleurs d'automne sur la réserve naturelle de Chastreix-Sancy.

## Présentation du site
La réserve naturelle de Chastreix-Sancy se situe au cœur de l'Auvergne, dans le département du Puy-de-Dôme, dans l'arrondissement d'Issoire et sur le canton du Sancy. Elle est loin des grandes villes du département que sont Issoire (30 km) et Clermont-Ferrand (50 km). Besse-et-Saint-Anastaise, La Bourboule et Mont-Dore sont les communes les plus importantes situées à proximité de la réserve.

### Limites du site et statuts réglementaires
La réserve naturelle de Chastreix-Sancy est l'une des quatre réserves naturelles nationales situées sur le territoire du parc naturel régional des Volcans d'Auvergne, avec la réserve naturelle nationale de la vallée de Chaudefour qui lui est contigüe sur une partie des crêtes du massif du Sancy, la réserve naturelle nationale du rocher de la Jaquette et la réserve naturelle nationale des sagnes de La Godivelle situées dans le Cézallier. La réserve naturelle régionale des tourbières du Jolan et de la Gazelle est aussi présente sur le territoire du parc.
De manière globale, on peut diviser la réserve de Chastreix-Sancy en quatre secteurs :
- À l'ouest, le plateau de la Masse est un territoire aux altitudes modestes (1 100 à 1 300 m environ) de prairies de pâturage et dans une moindre mesure de fauche, de hêtraies et de zones humides, dont de magnifiques tourbières.
- À l'est, les zones de crêtes atteignent des altitudes plus élevées. Du puy de Paillaret au sud aux vals de Courre et d'Enfer au nord, surplombant la station de ski du Mont-Dore, en passant par le sommet du Sancy culminant à 1 885 m on observe des estives, des nardaies et landes subalpines, des falaises et des éboulis.
- Au centre même de la réserve, le cirque glaciaire de la Fontaine Salée est une zone très bien conservée, vallée en auge témoignant des dernières glaciations au fond de laquelle de multiples ruisseaux serpentent parmi les tourbières avant de converger en un cours d'eau : le ruisseau de Fontaine salée.
- Au nord-est, une petite enclave, séparée physiquement du reste du périmètre de la réserve naturelle, englobe une partie du puy de Cacadogne, sa partie est étant quant à elle comprise dans le périmètre de la réserve naturelle de la vallée de Chaudefour.

(Voir ci-contre la carte des réserves naturelles de Chastreix-Sancy et de Chaudefour) 

Carte des réserves naturelles du Sancy.

Au-delà du statut de réserve naturelle nationale, ce territoire est également intégralement englobé dans le site Natura 2000 des monts Dore, et se superpose à plusieurs zones naturelles d'intérêt écologique, faunistique et floristique (ZNIEFF) :
- La ZNIEFF de type 2 no 0015-0000 « monts Dore » qui la recouvre intégralement
- Les ZNIEFF de type 1 no 0015-0019 « Vallée de la Fontaine salée », no 0015-0003 « Haute Vallée de la Dordogne », no 0015-0007 « Puy de Paillaret », no 0015-0018 « Bois et tourbière de la Masse », no 0015-0006 « Marais de la Dore », no 0015-0025C « Les Salis », no 0015-0022 « Bois de Domais », no 0015-0012 « Montagne de Bozat-Chambourguet », no 0015-0001 « Vallée de Chaudefour » et no 0015-0026C « Montagne du Mont-Mont Redon ».

### Climat
Le climat de la réserve naturelle de Chastreix-Sancy correspond à celui des monts Dore, caractérisé par une ambiance de moyenne montagne exposée aux influences océaniques. Les conditions y sont rudes et très humides, caractérisées par une alternance de pluie et de neige abondantes. Au sein de la réserve, l'amplitude altitudinale est responsable de fortes variations climatiques. L'exposition des versants, leur pente ou la situation de fond de vallée sont également autant de facteurs pouvant influencer le climat. Aucune donnée n'étant disponible sur le strict territoire de la réserve, c'est l'extrapolation des données des stations météorologiques voisines (Super-Besse à 1 287 m, Chastreix-Sancy à 1 385 m, le Mont-Dore à 1050 m, 1220 m et 1 660 m) qui permet une définition du climat local. La pluviométrie annuelle est de l'ordre de 1 640 mm d'eau par an au Mont-Dore et de 2 200 mm à Super-Besse sur la période 1991-2010 et les précipitations sont assez homogènes sur l'ensemble de l'année, avec toutefois un maximum à la fin de l'automne et au début de l'hiver (octobre, novembre et décembre). Une étude sur le climat et son évolution a été réalisé en 2015. Cette étude a été actualisée et complétée par des projections climatiques locales dans le cadre du LIFE Natur'Adapt.
Les évolutions climatiques récentes et futures du massif s'inscrivent dans les tendances observées à l'échelle globale : hausse accélérée des températures, baisse de l'enneigement, assèchement. Ces changements climatiques auront des impacts importants sur les milieux naturels et sur les pratiques humaines qu'il s'agit d'observer et d'anticiper.

## Historique du classement en réserve naturelle nationale
L'historique de la création de la réserve naturelle couvre une trentaine d'années d'études, de démarches et de procédures. Quelques grandes étapes furent décisives. L'intérêt patrimonial du site de la Fontaine Salée avait été souligné dès 1977 à travers la désignation d'un site classé. Parallèlement, la charte du PNR des Volcans d'Auvergne inscrivait un projet de réserve naturelle sur les versants nord-est (Chaudefour) et sud (Fontaine Salée) du Sancy. Ce projet fut validé par le comité permanent du Conseil national de la protection de la nature (CNPN) en 1980, mais reçut un avis peu enthousiaste des acteurs locaux, ce qui figea la procédure.
En 1984, le ministère relança la procédure et en 1991 fut créée la réserve naturelle nationale de la vallée de Chaudefour, suivie en 1992 par la création de son périmètre de protection. En 1999, un rapport scientifique et technique étudia la faisabilité de la création d'une grande réserve naturelle, intégrant non seulement la vallée de la Fontaine Salée mais également les vals de Courre et d'Enfer, le puy de Paillaret, la combe de Taraffet, les tourbières et bois de la Masse et le Cacadogne, rapport validé par le CNPN. La même année, la nouvelle charte du PNRVA confirma la volonté de la création de la grande réserve naturelle de Chastreix-Sancy.
En 2003 furent mises en place les enquêtes publiques relatives au projet de création de la réserve naturelle et une première contribution au plan de gestion de la future réserve fut rédigée. La procédure aboutit finalement à la création en 2007. En 2008 fut créé le comité consultatif de la réserve et les gestionnaires furent désignés. Le personnel sera mis en place en 2009.

## Patrimoine naturel

### Géologie: un stratovolcan récent
La géologie de la réserve naturelle de Chastreix-Sancy est essentiellement liée à l'histoire du volcanisme du Sancy et aux périodes glaciaires qui ont façonné la morphologie actuelle des vallées. Ces évènements (volcanisme et glaciations) ont pris naissance sur un socle granitique, « squelette » du Massif central, vestige de l'ancestrale chaîne de montagne dite « chaîne hercynienne », datant de 350 millions d'années. Ces roches affleurent notamment près de l'extrémité sud de la réserve (granites de la Tour-d'Auvergne), mais on ne les observe pas dans le périmètre de Chastreix-Sancy. Si le volcanisme des monts Dore semble avoir débuté aux alentours de 10 Ma, le début de l'édification du massif du Sancy, au sud des monts Dore, remonte à 1 Ma environ. Plusieurs étapes se sont succédé. L'activité du Sancy aurait débuté, après une phase de transition, vers 0,8 Ma par la mise en place d'une grande coulée pyroclastique de cendres et ponces qui va s'épancher autour de la zone centrale actuelle du massif du Sancy, probablement à l'origine d'une caldeira. Puis l'activité se serait poursuivie avec la formation de dômes formant un édifice au-dessus de la caldeira. Une seconde coulée de cendres et ponces trachytiques se serait dirigée vers l'est voilà 0,6 Ma, détruisant partiellement l'édifice précédent. Entre 0,6 et 0,45 Ma se succèdent encore une phase d'édification et une phase de destruction associées à l'émission d'une coulée de cendres et ponces. Entre 0,45 et 0,25 Ma, une phase très active va permettre l'édification du sommet du Sancy. L'activité du massif du Sancy se serait achevée voilà 0,22 Ma. Au moins deux périodes glaciaires, respectivement vers 2 Ma et de 80000 à 12000 ans auraient affecté le volcanisme et les édifices en place, la dernière période glaciaire étant notamment à l'origine de nombreux dépôts et remaniements des roches superficielles.
L'ensemble de ces évènements est à l'origine d'une grande diversité de roches et de structures caractéristiques, rares pour certaines, responsables de la valeur hautement patrimoniale de la géologie de la réserve naturelle de Chastreix-Sancy. On notera par exemple la présence d'un dôme phonolitique au nord du buron du Roc-de-Tuiles, une coulée de cendres et ponces trachytiques dite de « Rioubes-Haut », des dépôts de tuffites indiquant une phase de sédimentation de produits volcaniques lors d'une période de repos, des dômes de lave, dômes-coulées, coulées de trachyandésite, des dépôts de nuées présentant des cristallisations rares, des roches trachyandésitiques hétérogènes ou encore des dykes de nature basaltique à trachyandésitique… Les paysages ont également été façonnés par cette histoire, et l'on peut notamment observer dans la réserve des vallées et cirques glaciaires (cirque glaciaire de la Fontaine Salée), des verrous glaciaires comme ceux du val de Courre, des cascades et des falaises, des orgues volcaniques ou des loupes d'arrachement.

### Pédologie: les andosols dominent
Si aucune cartographie des sols de la réserve naturelle de Chastreix-Sancy n'existe à l'heure actuelle, quinze type de sols issu de quatre grands types de pédogenèse sont observables (brunification, andosolisation, podzolization, hydromorphie).
Les andosols sont probablement les plus fréquents. Il en existe deux types : les aluandosols, liés à une altitude et une pluviométrie plus grande, et les silandosols. Ces sols sont issus d'un processus caractéristique sur roches volcaniques basiques en milieu montagnard. Les roches basaltiques ont en effet un caractère vitreux, et c'est l'altération des verres volcaniques qui oriente la pédogenèse. Sur ces substrats, au niveau des prairies d'altitude, on obtient des andosols humifères très noirs. Les caractéristiques principales des andosols sont :
- l'accumulation de matière organique en surface (horizon A), due au caractère montagnard du climat (températures froides, saison de végétation courte, persistance du manteau neigeux),
- la texture d'apparence limoneuse et la couleur brun noir (quantité importante de matière organique),
- la structure fragmentaire, grumeleuse, fine, cohésion intergrade faible (roches rapidement altérables),
- la constitution de réserves en eau importantes.

En raison de la forte porosité et des matériaux qui les composent, les andosols sont très sensibles à l'assèchement lorsqu'ils sont mis à nu (risques d'érosion). L'horizon supérieur du sol devient très friable et perd une grande part de sa capacité de rétention d'eau et de sa stabilité structurale.
Une première caractérisation des sols de la réserve naturelle nationale de Chastreix-Sancy et de leur biodiversité a été menée au cours de l'automne 2013. Six sites d'études ont été choisis. La finalisation de l'inventaire a été faite en 2020. 120 sondages et 16 fosses pédologiques ont été réalisés.

### Hydrologie: un réseau hydrographique dense et de bonne qualité
La réserve naturelle de Chastreix-Sancy se situe en tête de bassin versant. Les précipitations et la présence de nombreuses zones humides sont à l'origine de plusieurs ruisseaux permanents et le réseau hydrographique, long d'une soixantaine de kilomètres, est très développé. Les principaux cours d'eau qui naissent et transitent dans la réserve sont les suivants :
- au nord, la Dore, la Dogne et les ruisseaux des vals de Courre et d'Enfer.
- au sud et à l'ouest, la Gagne, le ruisseau de Fontaine Salée, la Tarentaine et le ruisseau de Chareire (ou du Taraffet).

Les 77 km de cours d'eau sont considérés en bon état au regard des critères de la directive-cadre sur l'eau (DCE) mais les études scientifiques manquent. Des pressions agricoles existent localement.
Un observatoire des cours d'eau vise à mesurer et suivre l'évolution des cours d'eau en particulier au regard des changements climatiques. Plusieurs études sont en cours : description des cours d'eau, suivi des débits, suivi des températures des cours d'eau, évaluation de la qualité des eaux, suivi physico-chimique et micropolluants, suivi des diatomées des sources, inventaire des insectes aquatiques, inventaire piscicole.

### Flore: une flore exceptionnelle

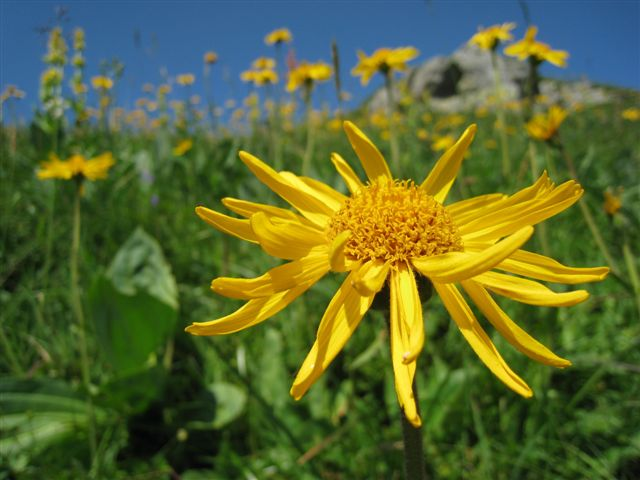
Séneçon doronic.

#### Habitats naturels
Le territoire de la réserve naturelle est constitué de nombreux milieux naturels, issus de la variété des altitudes, des reliefs, des sous-sols, des sols, des expositions, des microclimats, de l'abondance de l'eau, des activités humaines. 111 végétations sont identifiées dans le plan de gestion, dont la moitié possède une très forte valeur patrimoniale. Les plus prestigieux sont les zones rocheuses, pelouses et landes de l'étage subalpin ainsi que les tourbières.
Un catalogue des végétations, et une harmonisation de la cartographie des végétations ont été réalisés par le Conservatoire botanique national du Massif central. Les 68 habitats d'intérêt communautaire ou prioritaire couvrent 1415 ha soit 74 % de la réserve naturelle.
L'état de conservation des pelouses montagnardes montre que les parcelles d'altitude sont en bon état de conservation alors que les parcelles de proximité sont altérées ou dégradées.

#### Flore vasculaire et bryophytes

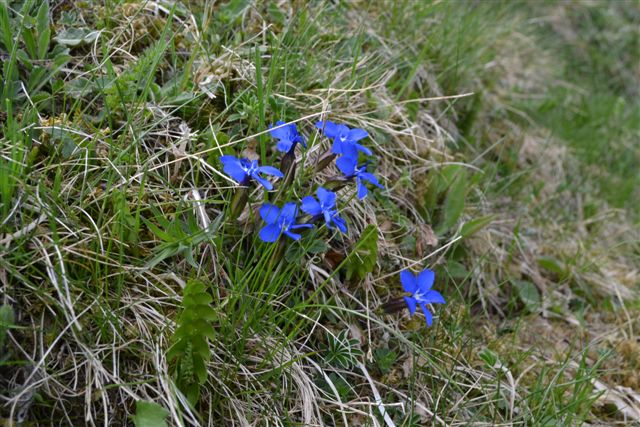
Gentiane printanière.

La flore est extrêmement riche dans la réserve naturelle. Ce sont aujourd'hui plus de 1200 espèces végétales, qui y sont répertoriées. Parmi la flore vasculaire, 95 bénéficient d'un statut de protection ou de rareté. 9 bénéficient d'une protection nationale, 27 d'une protection régionale. Plusieurs espèces ou sous-espèces endémiques d'Auvergne, voire des monts Dore, sont répertoriées dans la réserve : c'est le cas de la Biscutelle d'Auvergne (Biscutella arvernensis) ou de la Jasione crépue d'Auvergne (Jasione crispa ssp. arvernensis). Les espèces les plus prestigieuses s'observent dans les zones sommitales : pelouses, landes et rochers subalpins ainsi que dans les tourbières. Les bryophytes contribuent également largement à cette diversité. Le massif du Sancy est d'ailleurs considéré comme un des rares hots spots français, voire européen, cités dans le Livre rouge de la bryoflore d'Europe. Un inventaire réalisé en 2011 a permis d'en dresser une liste conséquente. Un total de 414 taxons a été observé (1 anthocérote, 127 hépatiques et 286 mousses) dont 19 espèces à statuts. Un complément d'inventaire est prévu.

#### Champignons et lichens
Jusqu'en 2016, 355 espèces de champignons et de lichens étaient identifiés dans la réserve naturelle, mais ce chiffre était sous-estimé.
Un inventaire des lichens a été mené en 2016 et 2017. Globalement, 457 espèces de lichens et 10 champignons ont été recensés parmi lesquels 44 lichens et 5 champignons sont signalés pour la première fois dans le Puy-de-Dôme. Dix sept ont une valeur patrimoniale d'intérêt international et 26 d'intérêt national. Les lichens forment 52 peuplements différents selon les milieux, dont un, le Lobarion, est spécifiquement associé aux vieux arbres. Trente espèces de lichens forestiers sont considérées comme indicatrices de continuité forestière, confirmant que la réserve naturelle accueille des milieux forestiers anciens, « matures » et en bon état écologique.
Plusieurs spécialistes des champignons sont venus prospecter la réserve naturelle en 2016. Les travaux ne sont pas terminés, mais une centaine d'espèces devraient être ajoutées à la liste actuelle.

### Faune: une faune montagnarde
À ce jour, près de 3000 espèces animales sont connues dans la RNNCS.

#### Mammifères
Cinquante deux espèces de mammifères sont connues avec certitude dans la réserve naturelle, avec deux groupes principaux représentant la moitié des espèces : les micromammifères  et les chiroptères. Un inventaire des micromammifères a permis de dénombrer 13 espèces, parmi lesquelles deux sont particulièrement intéressantes d'un point de vue patrimonial : le Campagnol des neiges (Chionomys nivalis), très rare à l'échelle régionale et en limite de répartition mondiale dans les monts Dore et le Crossope aquatique (Neomys fodiens), espèce protégée au niveau national et peu commune à l'échelle régionale. Un inventaire des chiroptères réalisé en 2009 par l'association « Chauve-souris Auvergne » a, quant à lui, permis de recenser dix espèces de chauves-souris dans la réserve, dont deux figurant à l'annexe II de la directive habitats : le Murin de Bechstein (Myotis bechsteinii) et la Barbastelle (Barbastellus barbastellus). Trois espèces rares en Auvergne ont également été observéess : la Sérotine de Nilsson (Eptesicus nilssonii), le Murin de Natterer (Myotis nattereri) et le Vespère de Savi (Hypsugo savii).
Trois espèces montagnardes ont été introduites dans les monts Dore et sont observées dans la réserve naturelle : la Marmotte (Marmota marmota), réintroduite dans les années 50 et comprenant probablement aujourd'hui entre 250 et 550 individus, le Mouflon (Ovis gmelini) ayant formé une population de plus de 400 individus et le Chamois (Rupicapra rupicapra), avec plus de 200 individus. Au-delà de ces espèces, la réserve abrite des espèces courantes telles que le Renard roux (Vulpes vulpes), le Blaireau (Meles meles), le Chevreuil (Capreolus capreolus) ou le Sanglier (Sus scrofa). Depuis 2016, le Chat forestier (Felis silvestris silvestris) est observé régulièrement notamment grâce à des pièges photographiques.

#### Oiseaux
La réserve naturelle de Chastreix-Sancy est aussi intéressante d'un point de vue ornithologique. Avec ses 148 espèces recensées, dont 75 nicheuses, elle accueille une avifaune diversifiée et riche en espèces patrimoniales. Le peuplement nicheur se distingue par sa richesse en espèces montagnardes : Monticole de roche (Monticola saxatilis), Accenteur alpin (Prunella collaris), Pipit spioncelle (Anthus spinoletta), Pipit farlouse (Anthus pratensis), Merle à plastron (Turdus torquatus) et Traquet motteux (Oenanthe oenanthe) sont régulièrement observés. Quelques espèces forestières typiques sont aussi notées : Pic noir (Dryocopus martius), Grimpereau des bois (Certhia familiaris), Pouillot siffleur (Pylloscopus sibilatrix)… On note aussi la présence d'espèces caractéristiques telles que la Bécasse des bois (Scolopax rusticola), l'Engoulevent d'Europe (Caprimulgus europaeus), ou la Locustelle tachetée (Locustella naevia).
Parmi les espèces migratrices ou de passage, plusieurs espèces boréo-montagnardes sont plus ou moins régulièrement observées : le Bruant des neiges (Plectrophenax nivalis), le Tichodrome échelette (Tichodro mamuraria), la Niverolle alpine (Montifringilla nivalis), l'Aigle royal (Aquila chrysaetos) ou le Vautour fauve (Gyps fulvus).
La connaissance précise des effectifs et du statut de certaines espèces reste à approfondir dans la réserve.

#### Reptiles et amphibiens
Une première étude a été réalisée en 2002 et permet de dresser une liste non exhaustive de reptiles et d'amphibiens. Des observations aléatoires ainsi que l'inventaire des reptiles débuté en 2016 affinent la connaissance de ces groupes. Chez les reptiles, la présence est avérée pour sept espèces. La Vipère péliade (Vipera berus), le Lézard vivipare (Lacerta vivipara) et la Couleuvre à collier (Natrix natrix) sont les espèces les plus représentatives de l'herpétofaune. L'Orvet fragile (Anguis fragilis), le Lézard des souches (Lacerta agilis), le lézard des murailles (Podarcis muralis) et la Coronelle lisse (Coronella austriaca) sont présents en limite de réserve. La Vipère aspic (Vipera aspis) n'a pas été revue récemment. La Vipère péliade, considérée comme vulnérable dans la liste rouge nationale, est emblématique pour la réserve. Une attention particulière lui est portée dans cet inventaire. La limite de répartition avec la Vipère aspic est recherchée. Sept espèces sont connues chez les batraciens : la Grenouille rousse (Rana temporaria), la Grenouille verte (Rana esculenta), le Crapaud commun (Bufo bufo), le Crapaud accoucheur (Alytes obstetricans), le Triton palmé (Lissotriton helveticus) et la Salamandre tachetée (Salamandra salamandra).

#### Poissons
Les récentes prospections permettent de bien connaitre le peuplement, la répartition, les effectifs et la dynamique des deux espèces présentes : la Truite fario (Salmo trutta) et le vairon. Ces espèces ne possèdent pas de valeur patrimoniale particulière, cependant la souche locale et non polluée génétiquement de truite sauvage mérite une attention,.

#### Insectes et autres arthropodes
La connaissance des insectes est disparate dans la réserve naturelle de Chastreix-Sancy. Plusieurs groupes ont fait l'objet de complément d'inventaire ces dernières années.
- Les lépidoptères rhopalocères sont bien connus avec 97 espèces observées au moins une fois[27]. Parmi ceux-ci 9 n'ont pas été revus après 2010 et 5 sont considérés comme erratiques. Au total 81 taxons reproducteurs certains ou probables sont répertoriés. Huit espèces présentent un statut patrimonial : l'Apollon (Parnassius apollo lioranus), le Cuivré de la bistorte (Lycaena helle arvernica), l'Azuré des mouillères (Phengaris alcon), l'Azuré du serpolet (Phengaris arion), le Moiré lustré (Erebia arvernsis), le Grand sylvain (Limentis populis), le Morio (Nymphalis antiopa) et le Damier de la succise (Euphydryas aurina). La connaissance des hétérocères était limitée jusque-là. Au terme de deux années de prospections, 437 espèces de macro hétérocères[28], sont actuellement connues. 49 espèces sont considérées comme patrimoniales. Dans la réserve, le groupe des lépidoptères présente à la fois des espèces très communes et des cortèges beaucoup plus spécialisés inféodés à des milieux spécifiques, ce qui explique la forte diversité de ce groupe.
- L'ordre des odonates a été partiellement inventorié en 2002, dans les tourbières du bois de la Masse, et actuellement, 29 espèces sont connues, dont 20 se reproduisent avec certitude. Neuf présentent une valeur patrimoniale : L'Æschne des joncs (Aeshna juncea), l'Agrion hasté (Coenagrion hastulatum), la Leucorrhine douteuse (Leucorrhnia dubia), la Cordulie arctique (Somatochlora arctica), le Sympétrum noir (Sympetrum danae), et la Cordulie à taches jaunes (Somatochlora flavomaculata).
- L'ordre des orthoptères présente 47 espèces, dont 6 patrimoniales : le Barbitiste des Pyrénées (Isophya pyrenaea), la Miramelle fontinale (Miramella alpina ssp. subalpina), l'Œdipode rouge (Oedipoda germanica), le Criquet bourdonneur (Stenobothrus nigromaculatus), le Criquet vert-échine (Chortippus dorsatus) et le Criquet palustre (Chortippus montanus).
- 228 espèces de coléoptères, dont essentiellement des saproxyliques, ont été identifiées dont 22 considérées comme bio-indicatrices de la qualité des forêts françaises[29],[26]. La diversité des coléoptères saproxyliques apparait intéressante et est révélatrice d'une forêt dont le caractère naturel est assez bien conservé, avec de nombreuses micro-niches : bois mort, chablis, arbres à cavités, chandelles. Cette diversité est renforcée par la présence de boisements humides (saulaies, aulnaies, boulaies) et de reliquats de sapinières, qui apportent des espèces spécifiques.
- 19 espèces de diptères sont citées par différentes sources bibliographiques.
- Un inventaire des insectes aquatiques met en évidence 6 espèces d'éphémères, 88 espèces de plécoptères et 60 espèces de trichoptères[30]. La diversité des éphémères est bonne dans les milieux de tête de bassin. Pour les plécoptères, les ruisseaux de têtes de bassins sont les milieux les plus diversifiés. Les sources sont importantes pour les espèces crénophiles. Les trichoptères sont particulièrement diversifiés dans les zones de sources et les cours d'eau à gros débit.
- Les hyménoptères ont fait l'objet d'un inventaire en 2016, 2017 et 2018[31]. 1 263 spécimens ont été collectés, appartenant à 108 espèces. Ce sont des chiffres assez importants pour des espèces qui, normalement, préfèrent les ambiances chaudes des plaines et des vallées. 28 espèces de pompilidae ont été identifiées, 65 espèces de sphéciformes (en), 12 espèces de Vespidae, 2 de Mutillidae et 1 de Sapygidae. On notera aussi 1 nouvelle espèce pour le Massif central, 4 nouvelles espèces pour l'Auvergne et 4 nouvelles espèces pour le département du Puy-de-Dôme.
- Les araignées sont peu connues. Seulement 4 espèces sont citées dans la littérature.

#### Mollusques et annélides
Lors d'un inventaire spécifique utilisant différentes techniques de capture (prélèvement de litière, recherche à vue, pièges barber…), Vrignaud (2011) inventoria 39 espèces de mollusques continentaux, dont 34 terrestres et 5 aquatiques, 36 gastéropodes et 3 bivalves. Les milieux naturels accueillant les plus fortes richesses spécifiques sont les hêtraies et les fourrés à sorbiers (23 espèces) ainsi que les tourbières et groupements tourbeux (15 espèces). Le Vertigo des aulnes (Vertigo lilljeborji) fait l'objet d'un suivi spécifique depuis 2014. Cette relique glaciaire semble être sensible aux activités agro-pastorales. Des recherches complémentaires ont aussi permis d'ajouter une espèce à l'inventaire de 2011.
L'étude pédologique réalisé en 2014 a permis d'identifier 8 espèces d'annélides dont 3 espèces épigées, 2 espèces endogées et 3 espèces anéciques.

## Administration, plan de gestion, règlement
Après un appel à manifestation d'intérêt, l'État a désigné le syndicat mixte du parc naturel régional des volcans d'Auvergne (SM PNRVA) comme gestionnaire de la réserve naturelle en 2017. Les principales missions d'un gestionnaire de réserve naturelle nationale sont, telles que définies dans les articles R332-20 à R332-22 du code de l'environnement, d'assurer la conservation et, le cas échéant, la restauration du patrimoine naturel de la réserve, de veiller au respect des dispositions du décret de création de la RNN, d'élaborer, mettre en œuvre et évaluer le plan de gestion. De 2007 à 2015, l'Office national des forêts était gestionnaire associé, au côté du Parc des Volcans. Le SM PNRVA agit sous l'autorité du Sous-Préfet d'Issoire et du comité consultatif. Ce dernier a été renouvelé par arrêté préfectoral du 12 janvier 2021 et se compose de trente-deux membres répartis en quatre collèges. Un conseil scientifique commun aux réserves naturelles gérées par les parcs naturels régionaux en Auvergne a été créé par arrêté préfectoral du 25 mai 2021. Il est composé de vingt-six membres.
Le personnel de la réserve se compose :
- d'un conservateur à temps plein qui coordonne et met en œuvre l'ensemble des actions sur la réserve naturelle
- d'un chargé de mission à temps partiel
- d'un garde-chargé d'études à temps plein qui assure la gestion opérationnelle de la RN, réalise sa surveillance et la police de la nature
- d'un garde-technicien saisonnier
- de deux gardes animateurs saisonniers
- d'une secrétaire à temps partiel

En 2013, ont été mis en place les locaux de la réserve naturelle, dans le bourg de Chastreix, comportant des bureaux et des équipements destinés au travail administratif ainsi que du matériel de terrain (tenues vestimentaires, outils, véhicules…).

### Plan de gestion
Depuis sa création, la réserve naturelle de Chastreix-Sancy a été à l'origine d'un grand nombre d'actions : restauration des sentiers dégradés du puy Ferrand et du puy de la Perdrix, études sur la faune et la flore, étude de fréquentation, étude et analyse des ressources bibliographiques portant sur le massif du Sancy, réunions publiques d'information, rencontres avec les acteurs locaux… Le diagnostic précis du patrimoine naturel, social et économique de la réserve naturelle ainsi que les orientations de gestion pour les prochaines années sont présentés dans un document appelé « plan de gestion ». Rédigé pour toute réserve naturelle et mis à jour tous les cinq ou dix ans, ce document est un outil majeur pour les gestionnaires et pour les partenaires de la réserve naturelle. Le deuxième plan de gestion 2022-2031 de la réserve naturelle de Chastreix-Sancy est en cours de validation.
Plusieurs enjeux sont identifiés :
- La mosaïque des milieux naturels, naturalité et fonctionnalités
- Les crêtes (étage subalpin), fonctionnement spontané et paysage
- Les tourbières, milieux humides et cours d'eau, fonctionnement et qualité écologique
- Les prairies et landes de l'étage montagnard : qualité écologique et paysagère
- Les forêts, biodiversité et naturalité
- Les pelouses et landes montagnardes, qualité écologique
- La plantation d'épicéas de la Montagne du Mont (ENS), naturalité, biodiversité et paysages
- L'ancrage territoriale, la gouvernance et le fonctionnement

À partir de ces enjeux, des objectifs à long terme ont été définis. Ils représentent une vision idéale de la réserve naturelle. Ils se déclinent en objectifs du plan, qui doivent être atteints en 2031, et cinquante-cinq opérations. Plusieurs suivis permettent de mesurer l'avancement.

### Réglementation
Comme toute réserve naturelle nationale, la réserve de Chastreix-Sancy fait l'objet d'une réglementation spécifique issue de son décret de création dans l'objectif de protéger les richesses naturelles. Ce sont ainsi 20 articles qui permettent d'identifier 30 infractions pouvant faire l'objet de sanctions. On résumera ici les principaux éléments de la réglementation, auxquels les randonneurs et autres visiteurs pourront être confrontés (pour plus d'informations, se reporter au décret de création) :
- Interdiction d'introduire des animaux, domestiques ou non, sauf autorisation. Ainsi, les chiens sont interdits dans la réserve naturelle, à l'exception des chiens utilisés pour les besoins pastoraux, des chiens des chasse sous circulation contrôlée en période d'ouverture, des chiens utilisés en mission de police et de sauvetage et des chiens tenus en laisse sur le GR 30.
- Interdiction, sauf à des fins agricoles, forestières ou pastorales, d'introduire tous végétaux sous quelque forme que ce soit, de porter atteinte aux végétaux non cultivés ou de les emporter hors réserve, sauf autorisation. En revanche, la cueillette des végétaux comestibles à des fins de consommation familiale est autorisée.
- Les activités agricoles et pastorales s'exercent conformément aux usages en vigueur et aux orientations définies dans le plan de gestion.
- Les activités forestières s'exercent conformément aux usages en vigueur et aux orientations définies dans le plan de gestion. Les coupes rases sont interdites, ainsi que l'exploitation forestière dans le fond de la Fontaine Salée.
- La chasse aux oiseaux est interdite, celle des petits mammifères autorisée, les plans de chasse des grands mammifères sont soumis au comité consultatif, la pêche est réglementée.
- Interdiction des activités de recherche, minières ou d'exploitation de la tourbe.
- Interdiction de prélèvements de roches, de minéraux et de fossiles.
- Les activités sportives ou touristiques sont interdites à l'exception des activités de randonnée pédestre, équestre, ski alpin et nordique, ainsi que du parapente, du deltaplane et de la montgolfière.
- Interdiction de travaux publics ou privés, excepté après déclaration au Préfet pour la restauration de burons, l'entretien des clôtures et la restauration de chemins.
- Interdiction de modifier la circulation des eaux.
- Interdiction d'abandonner tout produit de nature à nuire à la qualité des milieux naturels.
- Interdiction de troubler la tranquillité des lieux.
- Interdiction de faire du feu.
- La circulation et le stationnement des véhicules à moteur sont interdits sauf sur les chemins de Rimat au Pascher et du Mont à la Morangie.
- Interdiction de camper et de bivouaquer.
- Pour les engins à moteur, interdiction de survoler la réserve à moins de 300 m, sauf dérogations.

### Outils et statut juridique
La réserve naturelle a été créée par un décret du 13 juillet 2007. Ce décret a été complété le 7 juin 2023 par un décret modifiant la réglementation concernant l'alpinisme hivernal.

## Activités et découverte
La réserve naturelle de Chastreix-Sancy est en libre accès pour toute personne respectant la réglementation. Plusieurs chemins d'accès permettent de se rendre au sein de ce territoire exceptionnel :
- Le GR 30 (« Tour des Lacs d'Auvergne »), traversant la réserve du sud au nord, au départ de la Morangie jusqu'au puy de Sancy puis au Cliergue, en passant par le cirque de la Fontaine Salée. Cet itinéraire permet d'avoir un bon aperçu de la diversité des paysages qu'offre la réserve.
- Le GR 4 (« Atlantique-Méditerranée »), reliant Super-Besse au Cacadogne, empruntant le même tracé que le GR 30 dans sa partie en réserve jusqu'au col de la Cabane (variante GR4e).
- Les PR, 7 étant officiellement répertoriés dans les topoguides locaux de la société « Chamina » : le PR du Sancy (no 1), le PR de la Fontaine Salée (no 4), le PR du bois de la Masse (no 5), le PR de la vallée de Chaudefour (no 13), le PR du Capucin et du puy de Cliergue (no 21), le PR Le Mont-Dore-Lac Chambon (no 3) et le PR Lac des Hermines-Le Mont-Dore (no 3).

L'accès aux crêtes peut se faire en téléphérique à partir de la station du Mont-Dore ou de Super-Besse.
L'été, le personnel de la réserve organise ponctuellement des sorties accompagnées à thème sur le patrimoine naturel. Celles-ci, dépendantes de la météo et des études en cours dans la réserve, sont indiquées dans les offices du tourisme locaux, sur le site internet de l'office de tourisme du massif du Sancy et dans l'agenda du parc des Volcans d'Auvergne. Des expositions sont aussi organisées à la maison du tourisme et de la réserve naturelle dans le bourg de Chastreix. De nombreux accompagnateurs en montagne proposent également des sorties dans la réserve naturelle pendant toute la saison estivale mais également le reste de l'année. Huit bureaux ou accompagnateurs individuels sont susceptibles d'organiser des sorties sur le massif : Élément Terre, Bureau de Super-Besse, Auvergn'attitude, Bureau du Mont-Dore, Mireille Grégoire, Bureau Montagne Auvergne Sancy Volcan et les Bureaux Auvergne Escapade et Clermont-Volcans.
Les adeptes des sports de pleine nature autorisés dans la réserve pourront s'y rendre à cheval (itinéraires spécifiques, se renseigner auprès de la réserve naturelle ou des centres équestres locaux) ou l'hiver en raquettes à neige.